# Municipio de Mazatepec
El municipio de Mazatepec es uno de los 36 municipios en que se encuentra dividido el estado de Morelos, en México. Localizado en su zona suroeste, su cabecera es el pueblo de Mazatepec.

## Etimología
El nombre deriva de mazātepēc (mazā(tl) 'venado', tepē(tl) 'cerro'; -c(o) 'en'), que significa 'en el cerro del venado' o 'en el cerro de los venados'.

## Historia
Los pueblos de Mazatepec y Cuauchichinola figuraron en los periodos Preclásico (1500)-100.a.c), Clásico (150-750 d.c) y Posclásico (900-1521 d.c). 
En el año 603 d. C. (Vll-Acatl) llega una peregrinación olmeca proviene de Jalisco y se mezclaron con la gente que ya existía en este lugar, y fundaron Mazatepec; Con esto recibió los restos de una civilización, madre de todas las culturas en Mesoamérica. 
En el año 1 Tecpatl (1116) un grupo de toltecas que escapó de la guerra civil Chalchicahzinca, llegó por el occidente a Mazatepec, mucho tiempo tardaron construyendo su población, pero al final se extendió por Tetecala, Cuernavaca, Yautepec, Xochitepec, y Jonatepec; fundando y poblando Amacuzac, Chimalacatlan, Huajintlán, Alpuyeca, Colotepec, Xochicalco, Cuernavaca, Miacatlán, Tlayacalpa, Atlatlauhcan, Totolapan, Yautepec, Jantetelco, Jonatepec y Tenango; en todas ellas hay magníficos vestigios del pueblo Tolteca.      
Durante la época de mayor esplendor Tolteca, Mazatepec quedó como ciudad de segunda categoría entre los pueblos del Imperio Tolteca y le siguió en orden Cuernavaca. 
Mazatepec pasó a ser parte del Centro Cultural Político y Religioso de Xochicalco, que estuvo ocupado desde el Preclacico (1500-1000 a. C.) pero su mayor desarrollo y auge ocurrió en el Clásico, entre los años 300 al 900 d. C.Ahí se encuentra la pirámide que está debajo del calvario que es ahí donde se le rinde culto ya que se apareció en una piedra de la pirámide.

## Geografía
Se encuentra localizado en el suroeste del estado y tiene una extensión territorial total de 5.066 kilómetros cuadrados que representa en el 1.19% de la extensión total de Morelos. Sus coordenadas geográficas extremas son 18° 37' - 18° 45' de latitud norte y 99° 20' - 99° 25' de longitud oeste, la altitud de su territorio va de los 800 a los 1 300 metros sobre el nivel del mar.
Limita al norte y noreste con el municipio de Miacatlán, al sureste con el municipio de Puente de Ixtla, al sur con el municipio de Amacuzac, al oeste con el municipio de Tetecala y al noroeste con el municipio de Coatlán del Río.

### Orografía e hidrografía
El municipio presenta tres formas de relieve, al centro, las accidentadas, que cubren el 6% del territorio, las semi - planas abarcan de 3%, y las planas la mayor parte del municipio con el 83%. Las áreas más accidentadas están formadas por el cerro del Jumíl, el Chiquito, de los Coyotes y prominencias cercanas al Ojo de Agua de Cuauchichinola, cerro del Tembembe, la Cantera, Loma del Calvario, Chalcatzingo, el Jabonero, la Plata, el Limón, los Guayabos.
Cuenta con recursos hidráulicos como son: el río Mazatepec que cruza el municipio de norte a sur y que proviene de Miacatlán que sólo trae agua en tiempo de lluvias. Así como con los ríos Chalma y Tembembe cuyo cauce desaparece en los meses del estiaje. Otros recursos acuíferos son el Ojo de Agua de Cuauchichinola y seis pozos que abastecen a Mazatepec.

### Clima y ecosistemas
Es del tipo cálido - subhúmedo, caluroso y tropical, con inviernos poco definidos y con mayor sequía en el otoño, invierno a principios de primavera, la temperatura es de 23.60oC y la precipitación pluvial es de 1,194 mm³.

## Demografía
De acuerdo a los resultados que presentó el Conteo de Población y Vivienda 2010,  el municipio cuenta con un total de 9,456 habitantes.
El municipio cuenta con dos ayudantías municipales que se ubican a una distancia de 4 y 10 kilómetros aproximadamente. La más cercana es la localidad de Santa Cruz, que se localiza sobre la carretera Alpuyeca-Grutas.  En colindancia con el municipio de Puente de Ixtla podemos encontrar las primeras casas de Cuauchichinola, otro pueblo perteneciente a esta bonita comunidad.
La población censada por el INEGI, se reparte en estas tres comunidades en las que la cabecera municipal posee el mayor número de habitantes.

### Localidades
En el censo de 2020 el municipio de Mazatepec contaba con 22 localidades.
| Código INEGI    | Localidad                              | Población (2020) |
| --------------- | -------------------------------------- | ---------------- |
| 170140001       | Mazatepec                              | 4 178            |
| 170140002       | Cuauchichinola                         | 2 422            |
| 170140008       | El Florido                             | 1 191            |
| 170140003       | Santa Cruz Vista Alegre                | 690              |
| 170140019       | Colonia Justo Sierra                   | 283              |
| 170140012       | Puentes de Fierro                      | 139              |
| 170140014       | Colonia Lomas del Calvario             | 139              |
| 170140024       | Colonia el Calvario                    | 130              |
| 170140031       | Colonia Valle Verde                    | 99               |
| 170140018       | Las Huertas                            | 97               |
| 170140028       | Colinas de Mazatepec                   | 66               |
| 170140017       | La Caseta                              | 47               |
| 170140016       | La Vuelta                              | 38               |
| 170140026       | Colonia la Melena                      | 38               |
| 170140005       | Colonia Ojos de Agua de Cuauchichinola | 32               |
| 170140029       | Tranca de Fierro                       | 20               |
| 170140020       | Ampliación Justo Sierra                | 13               |
| 170140010       | Carmelo Rivera                         | 9                |
| 170140030       | Ribera del Río Tembembe                | 8                |
| 170140027       | Colonia la Trilla                      | 7                |
| 170140022       | Campo el Guarín                        | 5                |
| 170140023       | Campo Huismaloca                       | 2                |
| Total municipal | Total municipal                        | 9 653            |

### Grupos étnicos
En el año 2000 la presencia indígena en el municipio corresponde a 614 habitantes hablantes de lengua indígena, lo que representa el 13.75% de la población municipal.  
De acuerdo a los resultados que presentó el II Conteo de Población y Vivienda en el 2005, en el municipio habitan un total de 32 personas que hablan alguna lengua indígena.

### Religión
La religión que predomina es la católica con 5,968 habitantes mayores de 5 años que la profesan, seguida en menor escala por la protestante o evangélica con 1,014 creyentes, la judaica con 25 y otras con 618 religiosos mayores de 5 años.

## Educación
Para la educación básica, existen planteles de enseñanza inicial, preescolar, 2 primarias, 1 secundaria ,1 bachillerato pedagógico y ahora también cuenta con una Universidad.

## Deporte
Existen canchas de básquetbol y voleibol en la secundaria, el bachillerato y la preparatoria, éstas en la cabecera municipal. En Santa Cruz hay una de básquetbol, en Cuauchichinola hay dos canchas de básquetbol y dos de fútbol; en el Calvario también hay una cancha de voleibol y una de básquetbol en la casa de la cultura. 

## Vías de comunicación
Carreteras 
El municipio de Mazatepec es atravesado por la Carretera Federal 166 México-Grutas de Cacahuamilpa. Dicha carretera después de pasar por Cuernavaca, continúa por Temixco, Acatlipa, Alpuyeca, El Rodeo, La Toma, Miacatlán llegando por Mazatepec, para después continuar a Tetecala, Coatlán del Río, Michapa, hasta llegar a Grutas, donde entronca a la carretera federal Cuernavaca-Taxco.  
Existen dos caminos que comunican a la cabecera municipal con otros puntos de la región. El primero inicia en un crucero localizado a 18 km de la localidad de Alpuyeca de donde parte hacia la comunidad de Coatetelco para luego llegar a Mazatepec; el entronque se realiza en la carretera México-Acapulco. El segundo se inicia en el crucero que entronca a la carretera federal Cuernavaca-Taxco, que ahí se guía a la comunidad de Cuauchichinola para llegar a Cuautlita, pasa por Santa Cruz donde se entronca a la carretera Federal Cuernavaca - Grutas y en 5 km. más, llega a Mazatepec. 
Una de las principales carreteras del pueblo fue construida por gente comisionada por la autoridad, se llevaba un grupo de trabajadores a diario durante unas semanas, a la siguiente semana los cambiaban por otros trabajadores. Esto se hacía a pico y a pala sin ningún pago y eran servicios obligatorios a la Patria. 
Actualmente el municipio cuenta con 37,80 Kilómetros de carreteras de las cuales 8,40 km. De carretera es revestidas.
Brechas 
Existen dos brechas, una que comunica a Mazatepec, con la colonia León Bejarano de ahí continúa hasta la comunidad de Cuautlita, y la otra comunica a Mazatepec con la comunidad de Santa Cruz Vista Alegre a través de la zona denominada La Loma.

## Turismo
En la cabecera municipal se encuentra el área conocida como la Loma, en este lugar se puede gozar de un ambiente y vista extraordinaria, además podemos apreciar el santuario del Señor del Calvario y la iglesia de San Lucas Evangelista. 
En la ayudantía de Santa Cruz se encuentra la Exhacienda de Santa Cruz Vista Alegre. 
En la Ayudantía de Cuauchichinola se encuentra un balneario rústico conocido como los Ojitos de Agua, visitado y admirado debido a los manantiales que ahí se encuentran.

### Monumentos históricos
Mazatepec, cuenta con un patrimonio histórico como la parroquia de San Lucas que data del año 1696 construida por la orden de los Franciscanos. El santuario del Señor del Calvario de un alto interés arqueológico, ya que está construido sobre ruinas prehispánicas.
En el zócalo se encuentra un monumento que tiene como nombre "El Origen" (es una escultura fundida en bronce) en honor al nombre de Mazatepec, que en lengua náhuatl significa "En el Cerro del Venado". Existe una capilla. 
En la ayudantía de Santa Cruz se encuentra la exhacienda muy famosa, lugar donde se han filmado películas, novelas y comerciales, su nombre es "Ex-Hacienda de Santa Cruz Vista Alegre".

## Fiestas y tradiciones

### Fiestas
En Mazatepec, se celebran las siguientes fiestas:
Marzo. Feria del 5°. Viernes de Cuaresma o Feria de la Loma. Como su nombre lo dice, se realiza en La loma, lugar donde se encuentra el Santuario del Señor del Calvario y que es en su honor; la feria dura cinco días y en ella encontramos artesanías, fondas tradicionales, neverías, fruterías con fruta únicamente de la región, juegos mecánicos y pirotécnicos; en el atrio del Santuario diversas danzas del Estado de México y bandas de música. En este feria nos visitan grandes cantidades de peregrinos de diferentes lugares y Estados como Guerrero y México. 
Agosto. Feria cívico-popular en honor del natalicio del general Emiliano Zapata Salazar, esta feria se efectúa en el centro de la población con desfile cívico en el que participan autoridades municipales y ejidales, así como las instituciones educativas. Durante ocho días por las tardes hay jugadas en la monumental plaza de toros "San Lucas". 
Septiembre. Día 14 del mismo mes, aparición del Señor del Calvario; fiesta de carácter religioso pero de gran realce en toda la población y pueblos cercanos, en el atrio encontramos danzas, bandas de música y una gran portada o arco de flores naturales o de cucharillo hecho por artesanos del pueblo. 13, 15 y 16 del mismo mes como en toda nuestra patria, se celebran las fiestas patrias con un sabor muy mexicano. 
Octubre. Feria Patronal del 17 al 24 del mismo mes en honor de "San Lucas Evangelista", principia el 17 a las 5 de la tarde con una tradicional Mojiganga que hace un recorrido por las calles de la Población.
Por la noche se realiza una solemne procesión con la imagen del Santo Patrón que la llevan al domicilio de la persona que solicitó con tres años de anticipación. 
Por las tardes en la monumental plaza de toros hay jugadas con las mejores ganaderías y por la noche en el zócalo programas culturales, juegos mecánicos y pirotécnicos. 
En la comunidad de Cuauchichinola, se realiza con mayor lucidez la feria del 25 de abril en honor de "San Marcos" patrón de la iglesia que se encuentra en una de las colonias; otra de las fiestas muy concurridas es la que celebran el 20 de noviembre con desfile cívico, actividades culturales, corridas de toros, juegos mecánicos y pirotécnicos.

La historia de El Señor del Calvario relata que en las paredes viejas y abandonadas de la Iglesia de El Calvario, en la parte de atrás partía un camino que daba a La Vega, la cual era campo de cultivo. A ese lugar acudía una señora que llevaba la comida todos los días a su esposo y en una ocasión escuchó ruidos en aquellos vestigios y un día se acercó para observar qué pasaba y vio a un anciano le pedía de comer y la señora amable le ofreció algo de comida.
Posteriormente, a la señora se le quedó la costumbre de pasar todos los días a dejarle alimento y después a su marido, y alguien por ahí le contó esto a su esposo, diciéndole que lo estaban engañando, pues todos los días, antes de llevarle a él sus alimentos, su esposa pasaba con el anciano.
Por lo que, un día, el esposo la vigiló y la siguió; cuando la señora entró a la casa abandonada, su esposo también entró, al ver al anciano se abalanzó contra él queriendo lastimarlo con su machete, en ese momento, la esposa hizo una invocación a Dios, entonces, de manera milagrosa, la imagen del anciano quedó plasmada en una pared y la canasta donde la señora llevaba los alimentos se convirtió en un cesto con flores.
En la actualidad, la pared sigue con la imagen de El Señor del Santuario plasmada sobre ella, es la original y está resguardada por unos muros, atrás de la Iglesia; incluso en una ocasión llegó un pintor a retocar la imagen, pero lo curioso es que la pintura se corrió, no permite que se pinte la imagen.

### Artesanías
Existen un número considerable de cerámicas y expendio de macetas de barro. 

## Principales localidades
Mazatepec. Cabecera Municipal:
Sus principales actividades económicas predominan: 
En el campo con 70% 
En el magisterio 20% 
En otras profesiones 5% 
En industrias 5% 
El número aproximado de habitantes es 8,071  
Ayudantía de Cuauchichinola:
Su principal actividad es la agricultura, existe una distancia de 10 kilómetros entre la Ayudantía y la cabecera Municipal y tiene 4,200 habitantes aproximadamente. 
Ayudantía de Santa Cruz:
Es una pequeña comunidad en la cual predomina la agricultura y la distancia entre esta y la cabecera municipal es de 4 kilómetros con 3,200 habitantes